# レン・ドーソン
レン・ドーソン（Len Dawson、1935年6月20日 - 2022年8月24日）は、オハイオ州アライアンス出身のアメリカンフットボール選手。ポジションはクォーターバック。背番号16はチーフスの永久欠番。カンザスシティ・チーフスを1962年、1966年、1969年と3回AFLチャンピオンに導き、第4回スーパーボウルではMVPに選ばれた。

## 経歴
大学に進学する際、オハイオ州立大学とパデュー大学から勧誘を受けたが、スプリットTオフェンスで有名であったウッディ・ヘイズコーチのオハイオ州立大学ではなく、ハンク・ストラムアシスタントコーチのいるパデュー大学を選んだ。大学では3シーズンに渡りビッグ・テン・カンファレンストップとなる3,000ヤード以上を投げた。ディフェンスやキッカーとしてもプレーした。
1957年のNFLドラフト1巡全体5位でピッツバーグ・スティーラーズに指名された。スティーラーズでは目立った活躍をすることはできず、チームは後に殿堂入りするボビー・レーンを獲得した。1959年12月31日、クリーブランド・ブラウンズにトレードされた。
ブラウンズではミルト・プラムと先発QBの座を争ったが、1961年シーズン終了後、解雇された。2チームでの5シーズンでわずか21回のパス成功、204ヤード獲得、2TDパス成功にとどまった。
1962年6月30日、AFLのダラス・テキサンズ（後にカンザスシティ・チーフス）と契約を結んだ。この年TDパスとパス試投1回あたりの獲得ヤードでAFLトップの成績を残し、AFLのMVPに選ばれた。2年連続AFLチャンピオンとなっているヒューストン・オイラーズにダブルオーバータイムの末、20-17で勝利したAFLチャンピオンシップゲームではハーフバックのアブナー・ヘインズに28ヤードのTDパスを決めている。ダブルオーバータイムの決勝FGでホルダーを務めた。
1963年にチームはカンザスシティに移転してチーフスと名称を変えた。
機動性を活かしてストラムのムービングポケットオフェンスで活躍、AFLのパスタイトルを4回獲得、リーグのオールスターに6回選ばれた。10年で幕を閉じたAFLで歴代最高のQBレイティングを残している。1962年から1969年までで182TDパスをあげたが、これは同期間のAFL、NFLのQB中最多であった。
1966年、チームは11勝2敗1分で、AFLチャンピオンシップゲームでバッファロー・ビルズを31-7で破り、AFLチャンピオンとNFLチャンピオン同士の試合となる、第1回スーパーボウル出場を果たした。この試合でチーフスは10-35でグリーンベイ・パッカーズに敗れたが、ドーソンはパス27回中16回成功、210ヤード、1TD、1INTとまずまずの成績を残した。
1962年から7シーズン連続でパス2000ヤード以上を獲得したが、1969年第2週にひざを負傷。当初はシーズン絶望も心配されるような状況であった。2年目の控えQBマイク・リビングストンが代役として6試合で先発出場、プレーオフでドーソンは先発QBに復帰し、ディフェンディングチャンピオンのニューヨーク・ジェッツ、AFLチャンピオンシップゲームでオークランド・レイダースをロードゲームで破り、第4回スーパーボウル出場を果たした。前年の第3回スーパーボウルで圧倒的不利と予想されていたAFLのニューヨーク・ジェッツがNFLのボルチモア・コルツを破る番狂わせを演じたものの、当初の予想ではNFL代表のミネソタ・バイキングスが有利と見られていた。この試合でドーソンはショートパスを多用するゲームプランでパープル・ピープル・イーターズと呼ばれたバイキングスの強力ディフェンスを攻略、第2Qまでに16-0とリード、オーティス・テイラーへの46ヤードのパスなど、パス17回中12回成功、142ヤード、1TD、1INTの成績をあげて、チームは23-7で勝利、彼はMVPに選ばれた。チーフスのこの勝利でAFLとNFLの統合を前にした対戦成績は2勝2敗のタイとなった。チームがスーパーボウルの開催地、ニューオーリンズに到着後の1970年1月6日に、ドナルド・ドーソン（レン・ドーソンとは無関係）という人物が賭博容疑で逮捕され、彼に対するスポーツ賭博疑惑が突如起きたがこれを否定、スチュアート・サイミントン上院議員もその疑惑を根も葉もないものと否定した。
1970年にAFLとNFLが統合した後、オールタイムAFLのセカンドチームに選ばれた。この年の11月1日、オークランド・レイダース戦では17-14とリードした第4Qにベン・デビッドソンにヘルメットからヒットされ、グラウンドに横たわった。このプレーにチーフスのWRオーティス・テイラーは激怒してデビッドソンにつかみかかった。ベンチが空になる乱闘が行われた後、反則は相殺され、チーフスはパントを蹴ることとなり、残り8秒にジョージ・ブランダが同点となるFGを成功させた。この試合はレイダースが勝利し、8勝4敗2分でAFC西地区で優勝、チーフスは7勝5敗2分でプレーオフを逃した。
1971年にはプロボウルに選出された。
1975年にパス3741回中2136回成功、28,711ヤード、239TD、181INT、QBレイティング82.6、ランでも1,293ヤード、9TDの成績を残して現役を引退した。
1966年の現役時代からKMBC-TVのスポーツディレクターを務めている。
1977年から2001年までケーブルテレビ局HBOのインサイド・ザ・NFLのホストを務めた。また1977年から1982年までNBCでAFCのアナリストを務めている。
1985年からはチーフスラジオネットワークで解説者を務めている。
1987年にプロフットボール殿堂入りを果たした。
2006年にNFLネットワークのドキュメンタリー、アメリカズゲーム 〜スーパーボウルチャンピオンズ〜で1969年のチーフスについてのインタビューを受けた。
第14回スーパーボウルではヴィンス・ロンバルディ・トロフィーのプレゼンターを務めた。第44回スーパーボウルでもパデュー大学の後輩となるニューオーリンズ・セインツのQBドリュー・ブリーズへのヴィンス・ロンバルディ・トロフィーのプレゼンターとなった。
2012年、長年のラジオ解説の功績から、ピート・ロゼール・ラジオテレビ・アウォードを受賞した。

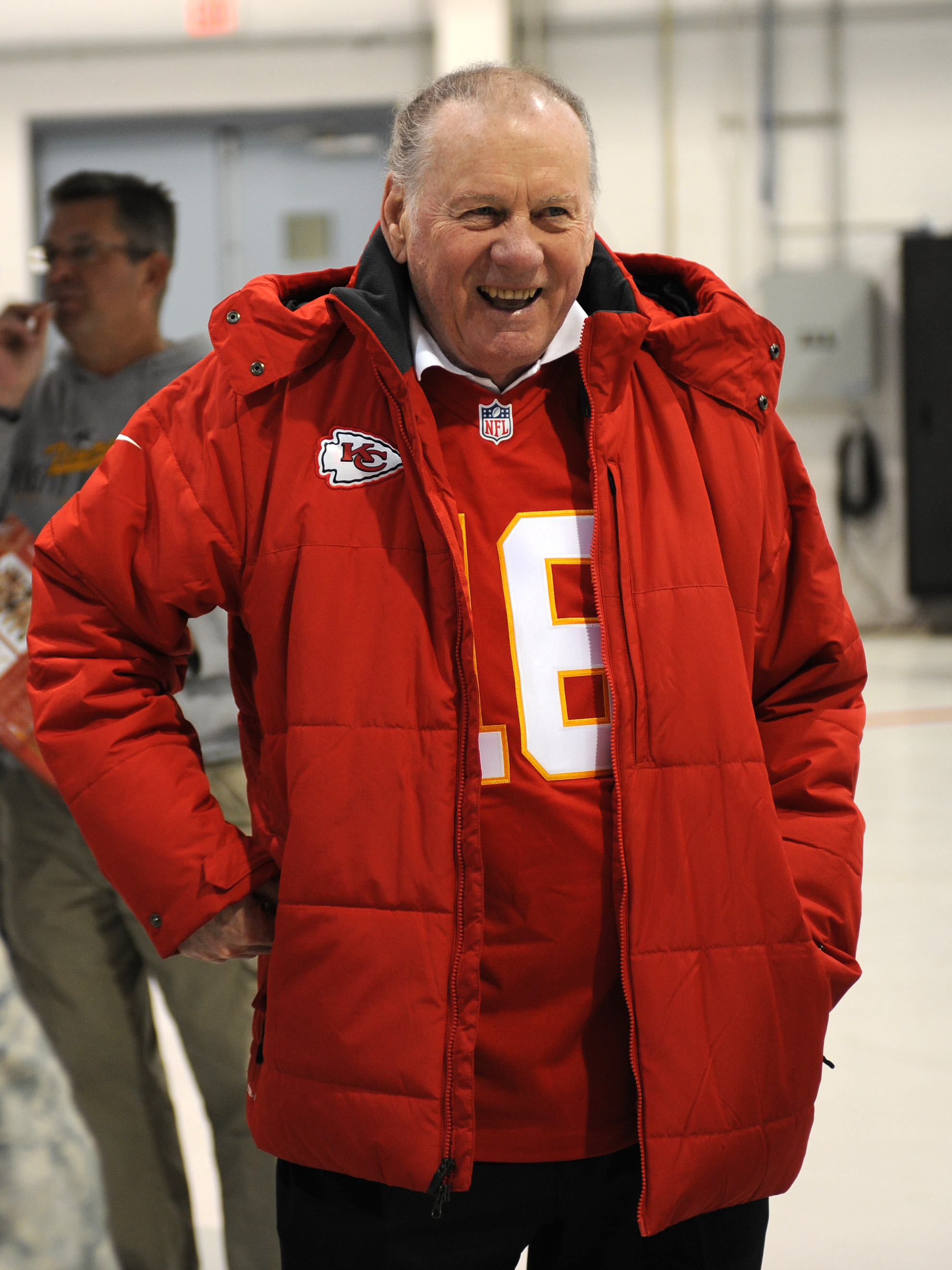
2014年のドーソン

## 人物
1953年に結婚したが、1978年に妻に先立たれた。その後再婚している。1991年に前立腺がんと診断された。